# موجدا أوزمان
موجدا أوزمان (مواليد 26 سبتمبر 1984) هي ممثلة ومقدمة برامج تلفزيونية تركية.

## الحياة المهنية
في عام 2001 ، فاز أوزمان في مسابقة موديل النخبة . ثم بدأت العمل كمقدمة في عدد من القنوات الموسيقية.
بدأت أوزمان مسيرتها التمثيلية عام 2008 من خلال مشاركتها في مسلسل الحب المحطم . في عام 2010 ، ظهرت كضيفة في مسلسل حلم الحب .   بعد ذلك حققت نجاحًا كبيرًا في الأدوار المتكررة في Eşkıya Dünyaya Hükümdar Olmaz ،  حريم السلطان و حب للإيجار . بين 2018-2019 ، صورت شخصية فوندا توراك في مسلسل المحارب التلفزيوني. 
بصرف النظر عن حياتها المهنية في التلفزيون ، لعبت أدوارًا في عدد من الأفلام ، بما في ذلك رجب إفديك 2 و هيا إن شاء الله .

## فيلموغرافيا
| عام       | عنوان                       | وظيفة         | نوع            |
| --------- | --------------------------- | ------------- | -------------- |
| 2018-2019 | المحارب                     | فوندا توراك   | مسلسل تلفزيونى |
| 2018      | Babamın Günahları           | زومروت        | مسلسل تلفزيونى |
| 2016-2017 | حب للإيجار                  | سيدا بيرينسيل | مسلسل تلفزيونى |
| 2015-2016 | قطاع الطرق لن يحكموا العالم | نازلي ميريك   | مسلسل تلفزيونى |
| 2014      | تعال . أمل                  | بيان كلتك     | فيلم           |
| 2013      | الفاتح                      | ديليار        | مسلسل تلفزيونى |
| 2013      | 20 دقيقة                    | كوزغون        | مسلسل تلفزيونى |
| 2013      | حريم السلطان                | ارمين         | مسلسل تلفزيونى |
| 2011      | أحببت طفلة                  | (مظهر الضيف)  | مسلسل تلفزيونى |
| 2010      | البازار الكبير              | (مظهر الضيف)  | مسلسل تلفزيونى |
| 2010      | حلم الحب                    | (مظهر الضيف)  | مسلسل تلفزيونى |
| 2010      | خليل إبراهيم سوفراسي        | (مظهر الضيف)  | مسلسل تلفزيونى |
| 2010      | أكاسيا توقف                 | أوزجي         | مسلسل تلفزيونى |
| 2008      | الحب الممزق                 | لا شيء        | مسلسل تلفزيونى |
| 2008      | رجب إفديك 2                 | المصاحبة      | فيلم           |

## روابط خارجية
- موجدا أوزمان في قاعدة بيانات الأفلام على الإنترنت
- موجدا أوزمان على إنستغرام